# 江淮府
江淮府是元朝末年，朱元璋政权设置的府。
至正十六年、龙凤二年（丙申年，1356年）三月，朱元璋改镇江路置，治所在丹徒县（今江苏省镇江市）。辖境相当今江苏省镇江、丹阳、金坛等市地。同年十二月，改名镇江府。始属江南省，后属南京应天府。